# Lilltjärnen (Stuguns socken, Jämtland, 699815-150399)
Lilltjärnen är en sjö i Ragunda kommun i Jämtland och ingår i Ljungans huvudavrinningsområde.